# جاستن أكيرمان
جاستن أكيرمان (بالإنجليزية: Justin Ackerman)‏ هو لاعب اتحاد الرغبي جنوب أفريقي، ولد في 17 مارس 1992 في جوهانسبرغ في جنوب أفريقيا.